# Poolse strijdkrachten
De strijdkrachten van de Poolse Republiek, Siły Zbrojne Rzeczypospolitej Polskiej in het Pools, en in Polen veelal Wojsko Polskie genoemd, zijn de land-, lucht- en zeemacht van de Centraal-Europese republiek Polen.

## Geschiedenis

### Tot en met de Tweede Wereldoorlog
De Poolse krijgsgeschiedenis gaat terug tot 972, maar de huidige Poolse krijgsmacht werd kort na de Eerste Wereldoorlog opgericht toen het land na meer dan honderd jaar haar onafhankelijkheid herwon, de tweede Poolse Republiek. Die onafhankelijkheid werd met succes verdedigd in de Pools-Russische Oorlog (1919-1921). Het leger groeide in die periode tot bijna achthonderdduizend manschappen om nadien terug in te krimpen. Toen Nazi-Duitsland samen met de Sovjets en de Slowaken het land in september 1939 binnenvielen telde het Poolse leger bijna een miljoen manschappen, maar werd snel onder de voet gelopen. Polen werd verdeeld tussen Duitsland en de Sovjet-Unie en Poolse eenheden vochten tijdens de Tweede Wereldoorlog onder Frans en Brits bevel.

### Het communistisch tijdperk
Na de oorlog werd Polen een satellietstaat van de Sovjet-Unie, de volksrepubliek Polen, en stonden de strijdkrachten feitelijk onder Russisch commando. De zogenaamde Poolse oktober in 1956 bracht Polen enige autonomie van de Sovjet-Unie. Vanaf 1953 ging het land deelnemen aan internationale vredesoperaties. In eigen land werd het leger meermaals ingezet om opstanden te onderdrukken. Eind 1981 pleegde het leger zelfs een staatsgreep en gedurende twee jaar was de noodtoestand van kracht. De nieuwe president was een liberaal hervormer en het land neigde steeds meer naar democratie.

### Na de val van het communisme
In 1998 trad Polen toe tot de Noord-Atlantische Verdragsorganisatie en in 2004 tot de Europese Unie. De krijgsmacht werd sindsdien hervormd naar NAVO-standaarden. In 2010 was ze geheel omgevormd tot een leger van professionelen. In 2003 nam het land met 2500 manschappen ook deel aan de Irakoorlog en bestuurde nadien een sector van Irak. Anno 2004 had Polen verder 2600 militairen in Afghanistan en 200 in Bosnië en Herzegovina. Nog in 2010 kwamen de president en verschillende hoge officieren om toen een vliegtuig van de Poolse luchtmacht neerstortte nabij Smolensk.

## Onderdelen
| Embleem | Onderdeel                             | Oprichting | Manschappen        |
| ------- | ------------------------------------- | ---------- | ------------------ |
|         | Poolse landmacht                      | 1918       | ong. 57.000 (2017) |
|         | Poolse luchtmacht                     | 1918       | ong. 17.500 (2017) |
|         | Poolse marine                         | 1918       | ong. 8500 (2017)   |
|         | Poolse speciale eenheden              | 2007       | ong. 2500          |
|         | Poolse territoriale verdedigingsmacht | 2017       | ong. 53.000        |